# Castello di Berlino
Il castello di Berlino (Berliner Schloss, o Berliner Stadtschloss) è un edificio di Berlino, posto nel pieno centro della città, al centro della Schloßplatz. Opera monumentale di grande importanza, fu residenza degli elettori di Brandeburgo, dei re di Prussia e degli imperatori tedeschi, ed era considerato il centro fisico e morale di Berlino e dell'intera Prussia.
Danneggiato in maniera non irreparabile dai bombardamenti della seconda guerra mondiale, venne abbattuto nel 1950 per ordine del governo della neonata Repubblica Democratica Tedesca in considerazione della sua importanza simbolica. Dopo un lungo dibattito, nel 2003, ne è infine stata prevista la ricostruzione, iniziata nel 2013, il cui completamento è avvenuto nel 2020.

## Storia

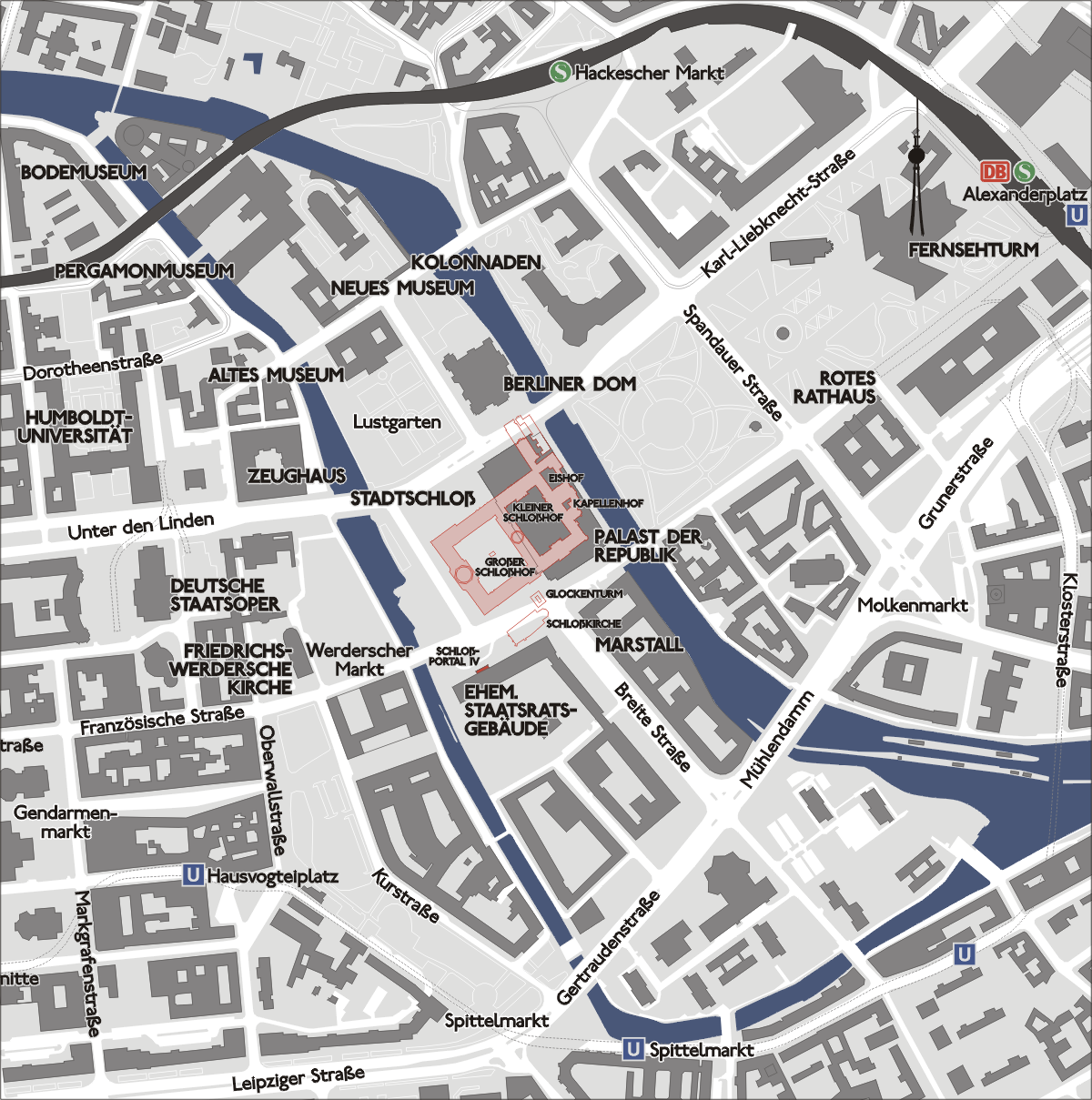
Posizione del castello di Berlino nella città

### Il castello medioevale
La costruzione di quello che sarebbe diventato il palazzo iniziò nel 1443 per ordine dell'Elettore Federico II di Brandeburgo, soprannominato "Dente di Ferro". Il nuovo castello, situato sulla riva occidentale della Sprea, nella piccola Cölln, doveva servire a controllare il fiorente commercio della doppia città di Berlino/Cölln e a sottolineare il nuovo status degli Hohenzollern, nominati Elettori di Brandeburgo dall'imperatore Sigismondo di Lussemburgo nel 1415. La posizione strategica del castello permetteva di controllare il flusso commerciale attraverso la Sprea e il ponte di legno che collegava Cölln a ovest e Berlino a est. Poco dopo l'inizio dei lavori di costruzione, tra il 1447 e il 1448 scoppiò in città una serie di sommosse e rivolte contro il governo degli Hohenzollern. Anche se in seguito furono sedate, segnarono l'inizio delle complicate relazioni tra la futura Berlino e la casa degli Hohenzollern. La costruzione del nuovo castello fu completata intorno al 1451.
Di questo castello tardogotico sono rimasti nel tempo solo due elementi, la cosiddetta Grüne Hut (Cappello Verde), una torre coperta da un tetto di rame, e la Erasmuskapelle (Cappella di Erasmo), iniziata dopo il 1450 e completata intorno al 1454, quando Papa Niccolò V le concesse lo status di chiesa parrocchiale con una bolla.

### L'epoca rinascimentale

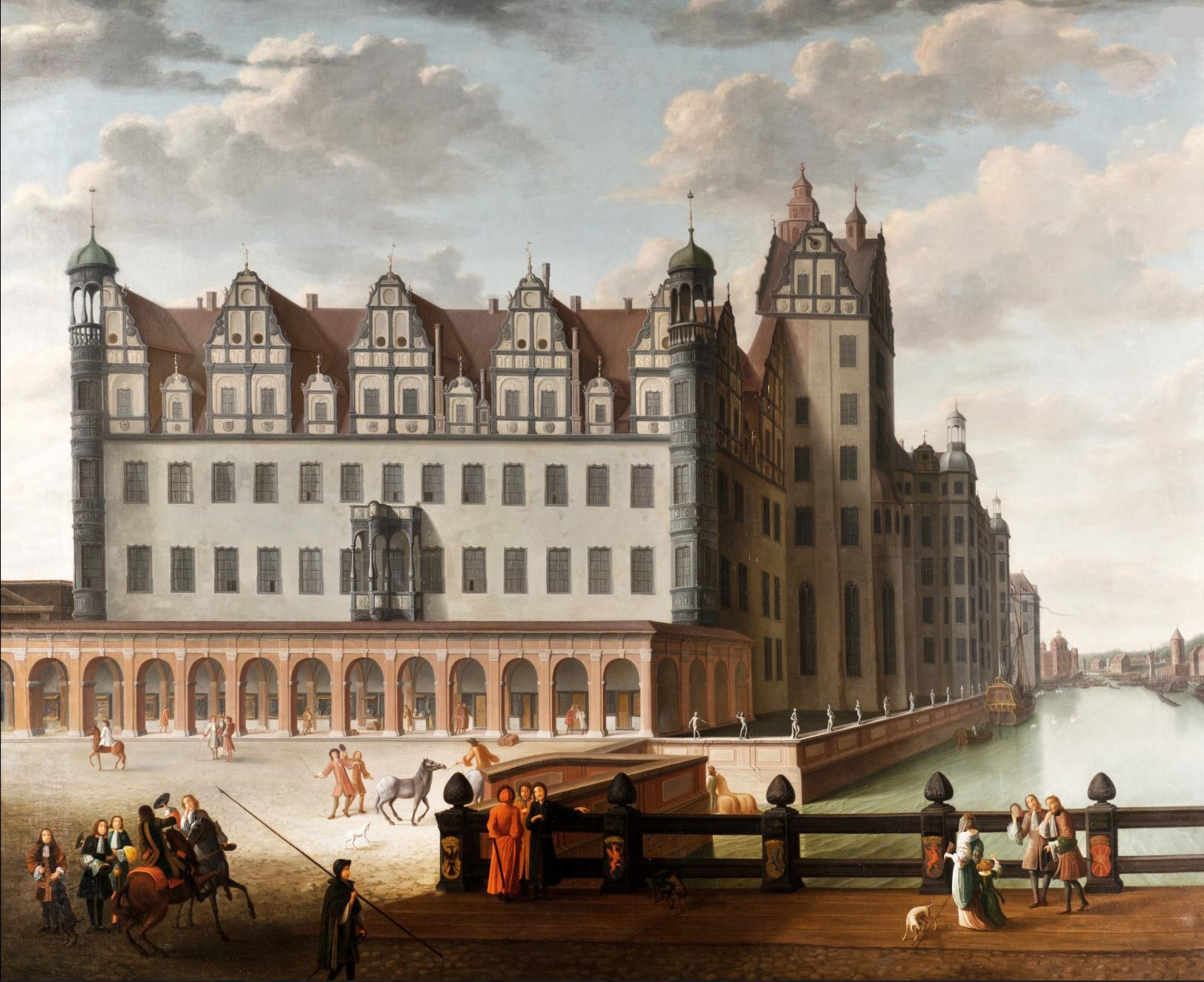
Veduta del castello rinascimentale di Abraham Begeyn

Il primo castello rimase inalterato per circa un secolo, fino a quando l'Elettore Gioacchino II (1535-1571) decise di ricostruire completamente l'edificio tra il 1538 e il 1540 in stile rinascimentale, ispirandosi al sontuoso castello di Torgau degli Elettori di Sassonia. Gli architetti Caspar Theiss e Kunz Buntschuh furono incaricati di creare il nuovo edificio, che sarebbe diventato il centro della vita di corte e del governo.
I successivi ampliamenti avvennero sotto il suo successore, l'Elettore Giovanni Giorgio (1571-1598). La Haus der Herzogin (Casa della Duchessa, 1585-1590) per la giovane moglie Elisabetta di Anhalt-Zerbst fu costruita di fronte al fiume, a sud-est, e la Hofapotheke (Farmacia di Corte, 1585-1596) a nord-est. All'estremità occidentale del cortile, l'architetto Rocco Guerrini, costruì un'ala (1593-1595) per gli ospiti, i consigli e l'amministrazione del principe, che in seguito portò il suo nome.
Durante i regni degli Elettori Gioacchino Federico I (1598-1608), Giovanni Sigismondo I (1608-1619) e Giorgio Guglielmo I (1619-1640) il castello non subì cambiamenti significativi, ma le devastazioni della Guerra dei Trent'anni sì, e nel 1637 la corte decise di trasferirsi nella città di Königsberg, meno colpita dal conflitto. Solo nel 1645 il nuovo Elettore Federico Guglielmo I, noto come "il Grande Elettore", si trasferì nuovamente a Berlino/Cölln. L'architetto Johan Arnold Nering intraprese allora una revisione completa del castello e la creazione di nuove stanze.
Di particolare rilievo furono i nuovi Kurfürstlichen Gemächer (Camere elettorali, 1679-1681) rivolti verso il fiume per Federico Guglielmo I, l'ampliamento della Haus der Herzogin (Casa della Duchessa, 1685-1690) a sud e la Braunschweigische Galerie (Galleria di Brunswick, 1690) che li collegava tra loro. Nering costruì anche la Alabastersaal (Sala dell'Alabastro, 1681-1685) all'estremità occidentale del castello, annessa all'ala Lynar. Si trattava di un grande e lussuoso spazio per i grandi ricevimenti, decorato con le statue in marmo di quattro grandi monarchi storici: Alessandro Magno, Giulio Cesare, Carlo Magno e Rodolfo I d'Asburgo, opera di Bartholomäus Eggers, e di altri elettori del Brandeburgo.
I miglioramenti al palazzo elettorale continuarono nonostante la morte del "Grande Elettore" nel 1688, fino alla morte di Nering nel 1695. A quel punto il nuovo Elettore Federico III (1688-1713) aveva già in mente nuovi importanti progetti.
A partire dal 1646 iniziò anche la riqualificazione urbana di Berlino/Cölln, con la creazione di nuovi quartieri a ovest del castello e la realizzazione di una strada che conduceva al Tiergarten, la riserva di caccia dell'elettore; questa strada sarebbe poi diventata il famoso viale Unter den Linden. Il castello perse così la sua posizione periferica e divenne il centro della fiorente capitale del Brandeburgo.

### L'epoca barocca

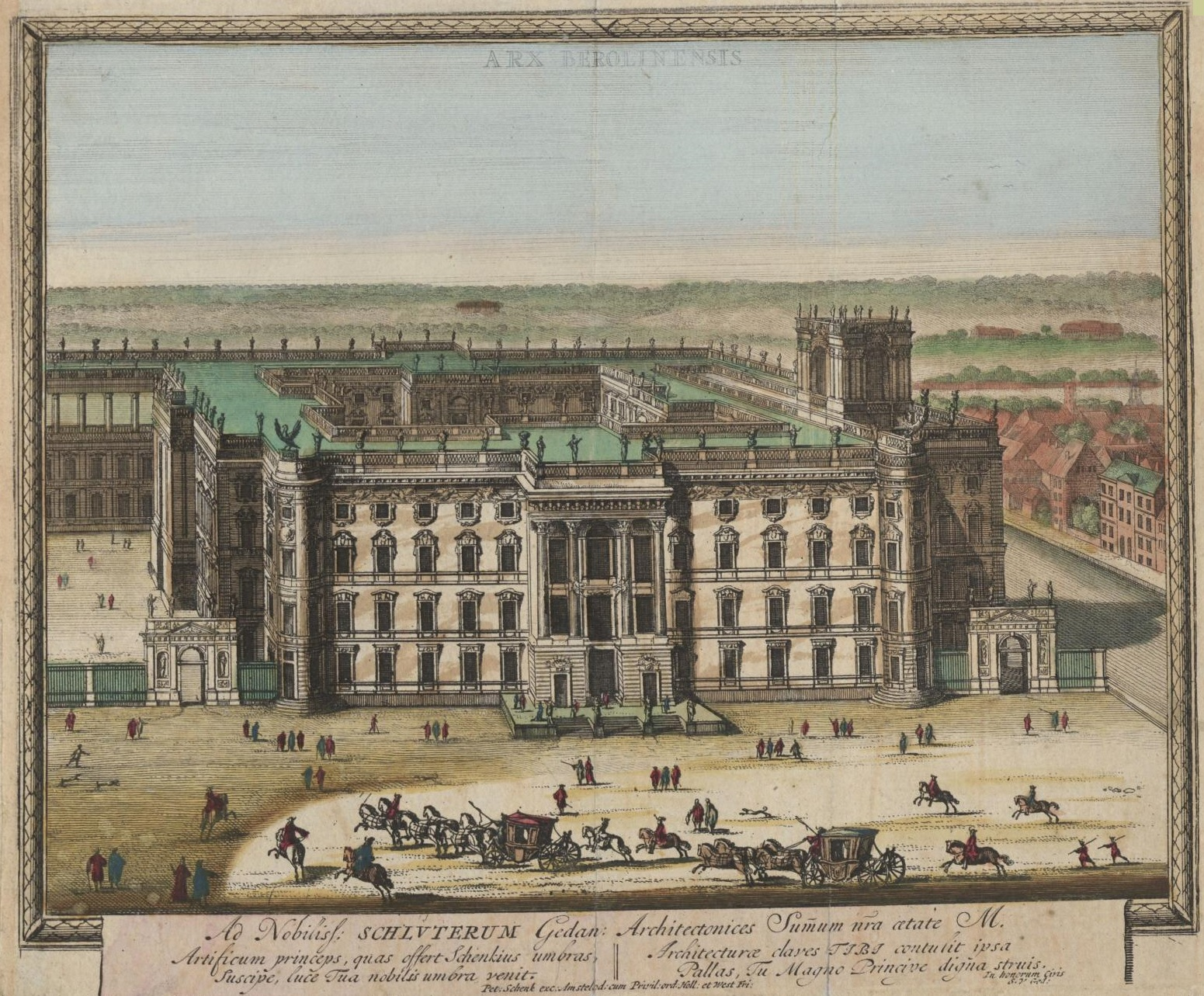
Il progetto barocco dell'architetto Andreas Schlüter

Durante il regno dell'Elettore Federico III (re Federico I di Prussia dal 1701), il castello subì la seconda grande ristrutturazione, probabilmente la più grande della sua storia, trasformandolo in un grande palazzo barocco. L'architetto Andreas Schlüter fu nominato direttore dei lavori nel 1699 e progettò un grande edificio delle stesse dimensioni del precedente, anch'esso con un cortile centrale e facciate barocche ispirate al Palazzo Madama di Roma. Con l'incoronazione di Federico I di Prussia nel 1701, l'edificio divenne una residenza reale.
Nel 1706, tuttavia, Schlüter fu licenziato in seguito allo scandalo della Münzturm (Torre della Zecca), quando la torre monumentale che aveva iniziato a costruire accanto al castello dovette essere demolita per problemi strutturali. Gli subentrò lo svedese Johann Friedrich Eosander von Göthe, che presentò un progetto ancora più sontuoso per il palazzo: raddoppiare il palazzo creando un nuovo cortile interno e creare un nuovo ingresso ad arco trionfale coronato da una torre (che non fu costruita). I costi faraonici del progetto mandarono quasi in bancarotta il piccolo Stato prussiano e nel 1713, con l'ascesa al trono del re Federico Guglielmo I, Eosander von Göthe fu licenziato e sostituito da Martin Heinrich Böhme (un discepolo di Schlüter), che completò il palazzo nel 1716.
Federico Guglielmo I (1713-1740) mostrò scarso interesse per l'architettura e lo sfarzo, facendo trasformare il grande lustgarten (giardino di piacere) di fronte al lato nord del palazzo in un campo di manovra. Tuttavia, completò l'ampliamento del palazzo nel 1716 e nel 1726 creò le Polnischen Kammern (Camere polacche) al piano terra del palazzo, una lussuosa serie di stanze destinate ad accogliere il re Augusto II di Polonia durante la sua visita nel 1728. D'altra parte, le riforme amministrative e finanziarie che egli portò avanti durante il suo regno furono esemplari.
Nel 1740, con l'inizio del regno di Federico II "il Grande", un monarca interessato all'arte e alla cultura, ci fu un rinnovato interesse per il palazzo di Berlino e il suo ambiente urbano, con grandi progetti come il Forum Fridericianum e l'installazione degli appartamenti del monarca nell'angolo sud-est, di fronte al fiume, con un gabinetto circolare in stile rococò che ricordava quello che aveva a Rheinsberg come principe ereditario. Tuttavia, il sovrano preferì presto i palazzi di Potsdam e Sanssouci, vivendo a Berlino solo in inverno e durante le celebrazioni del carnevale. A differenza della corte maschile di Federico II, la regina Elisabetta Cristina e la regina madre Sofia Dorotea (morta nel 1757) trascorrevano gran parte dell'anno a palazzo, tenendo ricevimenti e concerti. Il calendario annuale di Federico II era solitamente il seguente: trascorreva dicembre e gennaio a Berlino, poi la primavera allo Stadtschloss, in maggio e agosto presiedeva le manovre militari a Berlino, ma risiedeva a Charlottenburg; l'estate era trascorsa a Sanssouci e l'autunno di nuovo allo Stadtschloss di Potsdam.
Il breve regno di Federico Guglielmo II (1786-1797) fu comunque un periodo di splendore per il palazzo berlinese, che fu dotato di sontuosi interni neoclassici. Gli architetti più emblematici del neoclassicismo tedesco, Friedrich Wilhelm von Erdmannsdorff, Carl von Gontard e Carl Gotthard Langhans, realizzarono per il re le Königskammern (Camere Reali) al primo piano, affacciate sul Lustgarten.

### Fra il regno prussiano e l'impero tedesco
Il re Federico Guglielmo III (1797-1840) fu il primo monarca a non abitare nel castello, preferendo l'intimità del Kronprinzenpalais sull'Unter den Linden. Dopo anni di spese durante il regno del suo predecessore, Federico Guglielmo II, il nuovo monarca trovò le casse vuote, quindi i suoi interventi a palazzo furono eminentemente pratici. Il sovrano è sempre stato contrario alle spese eccessive, ma visto il deterioramento dell'edificio, intraprese importanti lavori di restauro per rinnovare i cornicioni e le statue.
Le prime riparazioni furono effettuate nel 1798, in risposta al pericolo rappresentato dal distacco di pezzi di cornicione. I restauri proseguirono negli anni successivi, estendendosi anche ai tetti e alle cornici di porte e finestre. Anche nell'anno drammatico del 1806, in cui non era possibile investire denaro per la ristrutturazione, furono eseguiti piccoli lavori di manutenzione, anche se per evitare sforamenti di bilancio Federico Guglielmo III si riservò il diritto di autorizzare ulteriori lavori. Nell'aprile 1814, da Parigi, il monarca ordinò l'acquisto di diverse tonnellate di pietra arenaria da Pirna per i lavori. Nel 1817 iniziò il restauro dei portali, nel 1821 delle facciate esterne, nel 1833 dell'arco trionfale principale (Portale III), dopo diverse lamentele per il suo deterioramento e per il fatto che era pieno di urina e sporcizia, e nel 1839 vennero rinnovati i cornicioni e le statue nei cortili interni.
Inoltre, nel 1824, i dintorni del palazzo furono abbelliti dal completamento dello Schlossbrücke (Ponte del Castello), progettato da Karl Friedrich Schinkel, e nel 1830 fu inaugurato il nuovo Königliches Museum (Museo Reale) dall'altra parte del Lustgarten.
A differenza del padre, Federico Guglielmo IV (1840-1861) abitò nel palazzo già nel 1815, quando era ancora principe ereditario. Con il permesso del padre, si trasferì negli ex appartamenti di Federico II il Grande nell'angolo sud-est del castello, a cavallo tra la Schlossplatz e la Sprea. Il monarca, amante e conoscitore dell'arte e della cultura, fece rinnovare queste stanze in diverse occasioni. Karl Friedrich Schinkel creò sontuosi spazi neoclassici di chiara impronta storicista, conservando il gabinetto rococò di Federico II e trasformando la cappella gotica di Erasmo nell'ufficio del monarca.

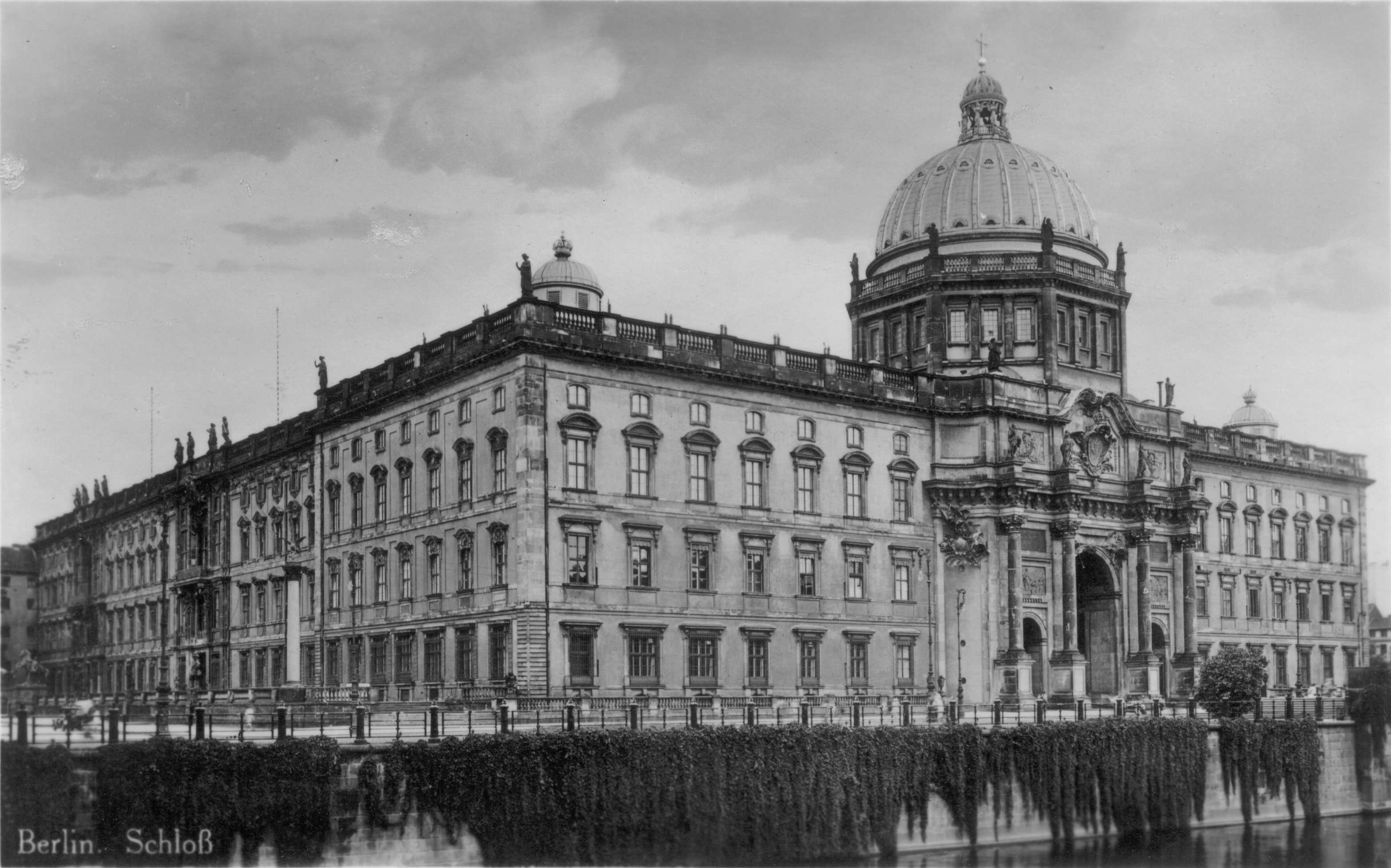
La facciata e l'arco monumentale (Portale III) di Eosander von Göthe con la nuova cupola di Stüler.

Dopo la sua ascesa al trono nel 1840, Federico Guglielmo IV intraprese importanti modifiche interne al castello, aiutato dalla sua stretta amicizia con l'architetto reale Schinkel e il suo successore Friedrich August Stüler. Nel 1845, ispirandosi ai progetti di Eosander von Göthe e alla chiesa veneziana di Santa Maria della Salute, l'architetto Stüler creò la grande cupola sopra il portale principale. Il suo interno conteneva una nuova cappella con seicento posti a sedere, che fu completata nel 1853, ma inaugurata il 18 gennaio 1854, anniversario dell'incoronazione del monarca.
Allo stesso tempo, la vicina Weisser Saal (Sala Bianca), la sala più grande del palazzo, fu completamente ristrutturata. La grande sala fu completamente rinnovata in stile rinascimentale, così come la scala adiacente che consentiva l'accesso diretto agli ospiti dal Portale III durante le feste e i balli di corte. L'insieme fu completato nel 1847 e nel 1851 fu aggiunta una fontana in cima alla scalinata.
Durante la rivoluzione del 1848, il 18 marzo, ci furono manifestazioni e gravi disordini del palazzo e nei dintorni, ma a differenza di Luigi Filippo I che dovette abdicare e fuggire dalle Tuileries, l'abilità politica del monarca e la sua promessa di riforme e di una costituzione riuscirono a stabilizzare la situazione. Tuttavia, il monarca non risiedette mai più a Berlino, trascorrendo gli inverni nel palazzo di Charlottenburg fino alla sua morte, avvenuta nel 1861.
Anche il re Guglielmo I (imperatore tedesco dal 1871) non abitò nel palazzo, preferendo la sua residenza privata nell'Altes Palais sull'Unter den Linden. Ancora una volta, il grande edificio barocco servì solo per grandi ricevimenti e come sede dell'amministrazione di corte prussiana, dove avevano sede del Tesoro della Corona, il Königliches Haus-Archiv (Archivio della Casa Reale) e il Königliches Hof-Marschall (Maresciallo di Corte Reale).
Nel 1862 fu istituita nel castello la Königliche Hausbibliothek (Biblioteca della Casa Reale, da non confondere con l'ex Biblioteca Reale, oggi Biblioteca di Stato di Berlino). In origine la biblioteca conteneva solo i circa 20.000 volumi appartenenti al re Federico Guglielmo IV ed era situata nell'ex Kunstkammer elettorale al terzo piano, ma dal 1874 fu trasferita in diverse stanze al primo piano, di fronte alla Sprea. Nel corso degli anni si aggiunsero le biblioteche personali di altri monarchi, come quella di Federico Guglielmo III e della regina Luisa nel Kronprinzenpalais nel 1865, quella di Federico Guglielmo II nel castello stesso nel 1869, la collezione del Castello di Monbijou nel 1899 e quella dell'imperatore Federico III nel 1900. La Biblioteca della Casa Reale era a disposizione della famiglia imperiale e del personale di corte e di casa e di solito era accessibile al pubblico al mattino.
Le ultime modifiche importanti al palazzo avvennero durante il regno dell'ultimo imperatore tedesco e re di Prussia, Guglielmo II (1888-1918). Seguendo l'estetica neobarocca guglielminista e con il desiderio di trasformare Berlino nella grande capitale di un impero globale in piena espansione, l'area intorno al palazzo fu decorata con costruzioni pompose come il Monumento nazionale al Kaiser Guglielmo (1895-1897) o la nuova Cattedrale di Berlino (1895-1905).
Anche all'interno del palazzo, l'architetto di corte Ernst von Ihne eseguì ampi interventi e ristrutturazioni. La Weisser Saal (Sala Bianca, 1891-1895) fu completamente rinnovata, creando uno spazio monumentale con illuminazione completamente elettrica, completata nel 1902. Al di sotto di questa grande sala furono creati due lussuosi e moderni gruppi di appartamenti per gli ospiti, al piano terra la Mecklenburgische Wohnung (Appartamenti del Meclemburgo) e al primo piano la Wilhelmische Wohnung (Appartamenti del Guglielmo). I lussuosi mobili di queste stanze furono creati dai migliori artigiani berlinesi nel tentativo di competere con l'egemonia artistica della Francia e furono esposti all'Esposizione Universale di Parigi del 1900.
D'altra parte, il palazzo era dotato dei più recenti progressi tecnici. L'elettricità fu introdotta per la prima volta nel 1889, in occasione della visita del re d'Italia Umberto I, e dal 1906 il palazzo disponeva di generatori elettrici propri che lo rendevano indipendente dalla rete elettrica generale. Nel 1865, l'edificio fu collegato alla rete municipale che forniva acqua corrente alle cucine e ai bagni, ma dal 1891 il palazzo aveva un proprio pozzo e una propria sottoalimentazione, che fu gradualmente ridotta a partire dal 1913 a causa dei lavori per la vicina Museumsinsel. Infine, fu migliorato il sistema di protezione antincendio, con l'installazione di porte antincendio nei sottotetti e di allarmi elettrici in tutto l'edificio nel 1911.

### Dalla rivoluzione al nazismo
Il palazzo, un tempo simbolo del potere degli Hohenzollern, fu anche uno degli scenari della Rivoluzione tedesca. La sera del 9 novembre 1918, alla notizia dell'abdicazione di Guglielmo II, il palazzo fu occupato da soldati e lavoratori e il leader socialista Karl Liebknecht proclamò la Libera Repubblica Socialista Tedesca. Contrariamente a quanto si crede, però, non lo fece dallo stesso balcone del Portale V che l'imperatore aveva usato nel 1914, ma dal cofano di un'automobile. Durante la crisi natalizia del 1918, il palazzo, dove era accampata la Volksmarinedivision (Divisione Marina del Popolo), fu teatro di scontri tra i marinai rivoluzionari e l'esercito regolare, che danneggiarono le facciate dell'edificio. Ci furono anche dei saccheggi, ma il castello sopravvisse relativamente indenne alla Rivoluzione tedesca.
Durante la Repubblica di Weimar, il castello non ebbe alcuna funzione politica o rappresentativa, le sale più importanti furono aperte al pubblico come museo di belle arti e varie istituzioni culturali furono ospitate nell'edificio, come la Società Kaiser Wilhelm. L'edificio non fu utilizzato dai nazisti a causa del suo legame con la monarchia prussiana, ma il Lustgarten fu ristrutturato nel 1935 per ospitare i grandi eventi del regime e il castello fu ridotto a un semplice sfondo su cui appendere grandi svastiche. Nel 1936 la fiamma olimpica ardeva davanti al castello e nel 1940 vi fu esposto trionfalmente il carro dove fu firmato l'armistizio di Compiègne nell'ottobre 1918.
Durante la Seconda guerra mondiale, il palazzo fu vittima dei bombardamenti alleati su Berlino. Nel maggio del 1944, una bomba fece un grande buco nell'ala nord del castello che si affaccia sul Lustgarten, raggiungendo le cantine e mandando in frantumi tutti i vetri dell'edificio. Il 3 febbraio 1945 fu nuovamente bombardato, ma questa volta bruciò per quattro giorni senza che nessuno spegnesse l'incendio a causa del caos in città. Il 28 aprile la facciata sud fu danneggiata dall'artiglieria sovietica durante la battaglia di Berlino. Tuttavia, data la natura massiccia dell'edificio, i danni complessivi furono meno gravi rispetto al castello di Charlottenburg, ampiamente ricostruito. Anche la collezione d'arte del palazzo fu colpita dalla guerra: la Königliche Hausbibliothek (Biblioteca della Casa Reale), che conteneva circa 71.000 libri, fu evacuata a Sanssouci, ma fu ripresa dall'esercito sovietico e inviata alla Biblioteca di Stato Lenin, che distribuì i libri a varie biblioteche regionali. Nel 1958 l'Unione Sovietica ha restituito alcuni spartiti musicali, nel 1997 la Georgia ha restituito 110 libri e nel 2007 l'Armenia ha restituito 10 libri.

### La demolizione e la sostituzione
Nei primi anni del dopoguerra, dopo alcune riparazioni di base, alcune aree del palazzo, come la Weisser Saal, furono utilizzate per mostre temporanee. Tuttavia, dopo la spartizione di Berlino nel 1948, la SED e il suo leader Walter Ulbricht iniziarono a chiedere la demolizione dell'edificio. I leader socialisti della DDR lo consideravano troppo costoso da ricostruire e un simbolo del militarismo e dell'imperialismo prussiano. Nonostante l'opposizione dell'opinione pubblica e di alcuni intellettuali, tra cui Friedrich Ebert junior, il 7 settembre 1950 iniziò la demolizione del palazzo con la dinamite. Al suo posto fu lasciato un grande spazio vuoto per manifestazioni e raduni politici. Solo il Portale V, da dove Liebknecht aveva proclamato la Repubblica socialista nel 1918, si salvò. Il frammento barocco del palazzo fu inserito nella facciata moderna dello Staatsratsgebäude (edificio del Consiglio di Stato).
Dopo oltre due decenni di vuoto, nel 1974 il leader socialista Erich Honecker decise di costruire un edificio rappresentativo del regime sul sito del vecchio castello. Il nuovo Palast der Republik (Palazzo della Repubblica) fu inaugurato nel 1976 e, oltre a ospitare ristoranti, gallerie d'arte e un teatro, fu anche la sede della Camera del Popolo, il parlamento della DDR. Meno di quindici anni dopo, il Palast der Republik dovette chiudere a causa della contaminazione da amianto.
Poco dopo la caduta del Muro di Berlino e la riunificazione della Germania, è iniziato il dibattito sulla demolizione del Palast der Republik, contaminato dall'amianto e associato alla ex DDR, e sulla ricostruzione del castello di Berlino. La rimozione dell'amianto è iniziata nel 1997 ed è stata completata nel 2002, lo stesso anno in cui il Bundestag ha votato a grande maggioranza per la ricostruzione dell'ex castello. La demolizione è avvenuta tra il 2006 e il 2008.

## Ricostruzione

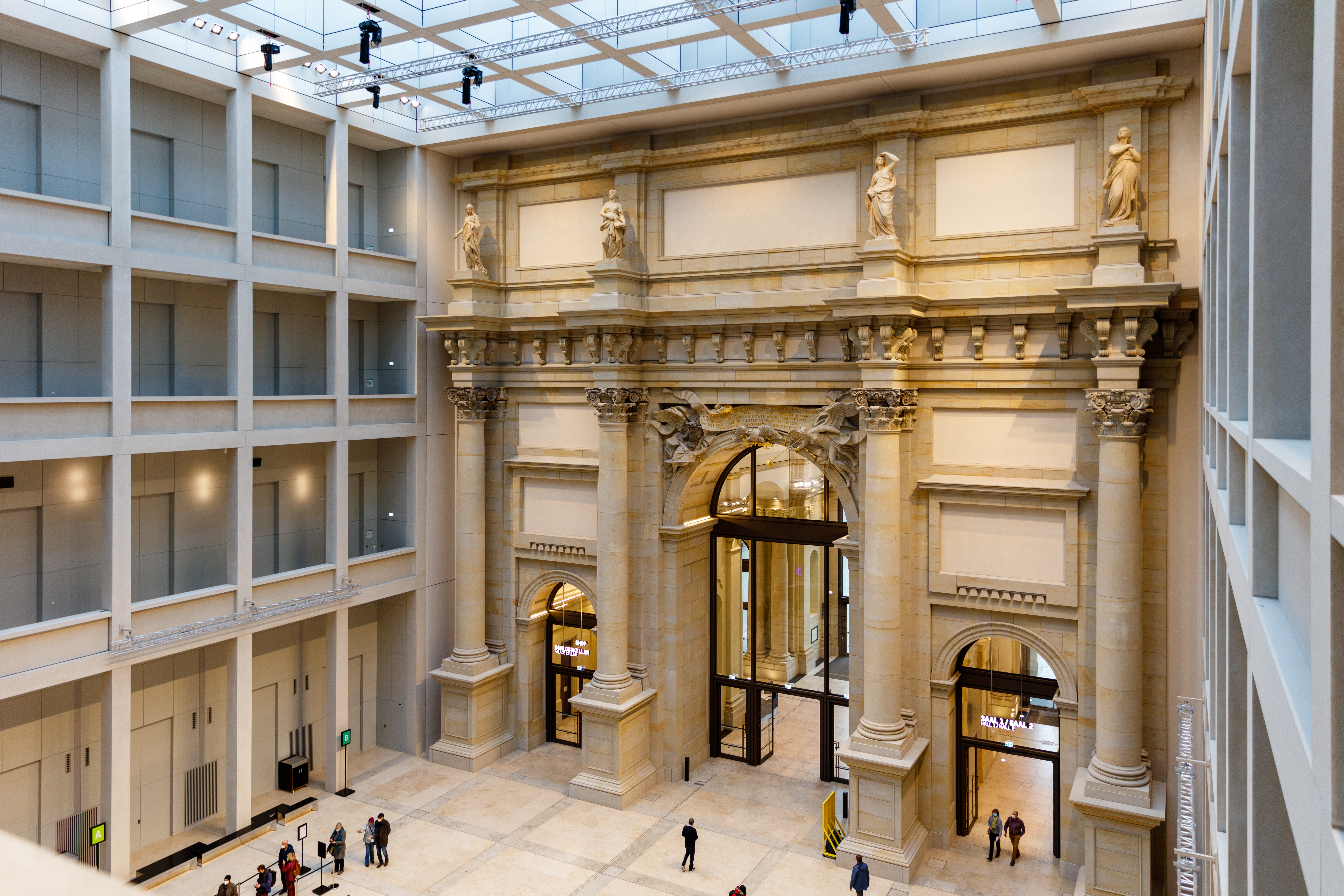
Interno del nuovo castello.

Nel 2003 si è decisa la ricostruzione -come sagoma ed aspetto esteriore- dell'edificio del Castello nelle facciate Nord, Ovest, Sud e della Schlüterhof, una corte interna, come Humboldt Forum.
Nel novembre 2008 è stato scelto il progetto di Franco Stella per la ricostruzione. Il costo stimato alla fine dei lavori è di circa 600 milioni di euro. L'inaugurazione è avvenuta nel 2020.
L'edificio oggi ospita al suo interno, realizzate secondo canoni moderni, strutture museali come il Museo Etnologico, il Museo di Arte Asiatica, la Biblioteca Centrale e Regionale di Berlino e la Humboldt Universität, nonché circa 1.000 eventi individuali all'anno per i 3 milioni di visitatori previsti.

## Galleria d'immagini

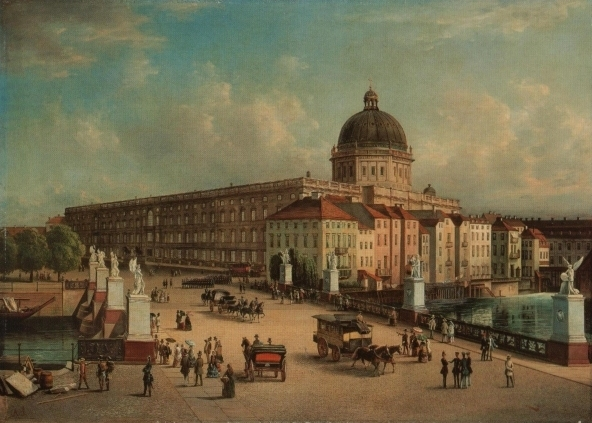
Veduta del castello nel XIX secolo
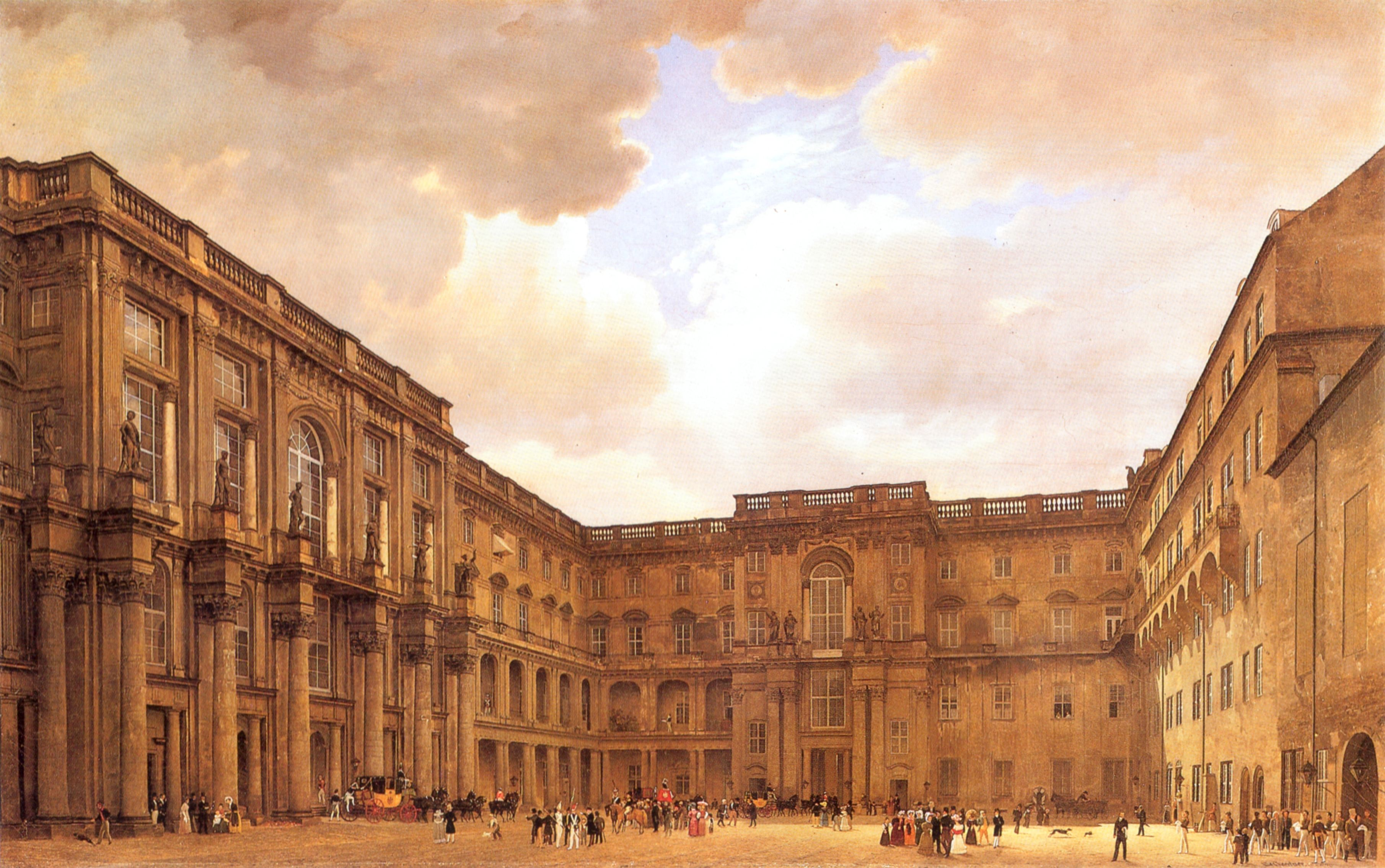
Veduta della corte interna, la Schlüterhof, in un quadro di Eduard Gaertner, 1830.
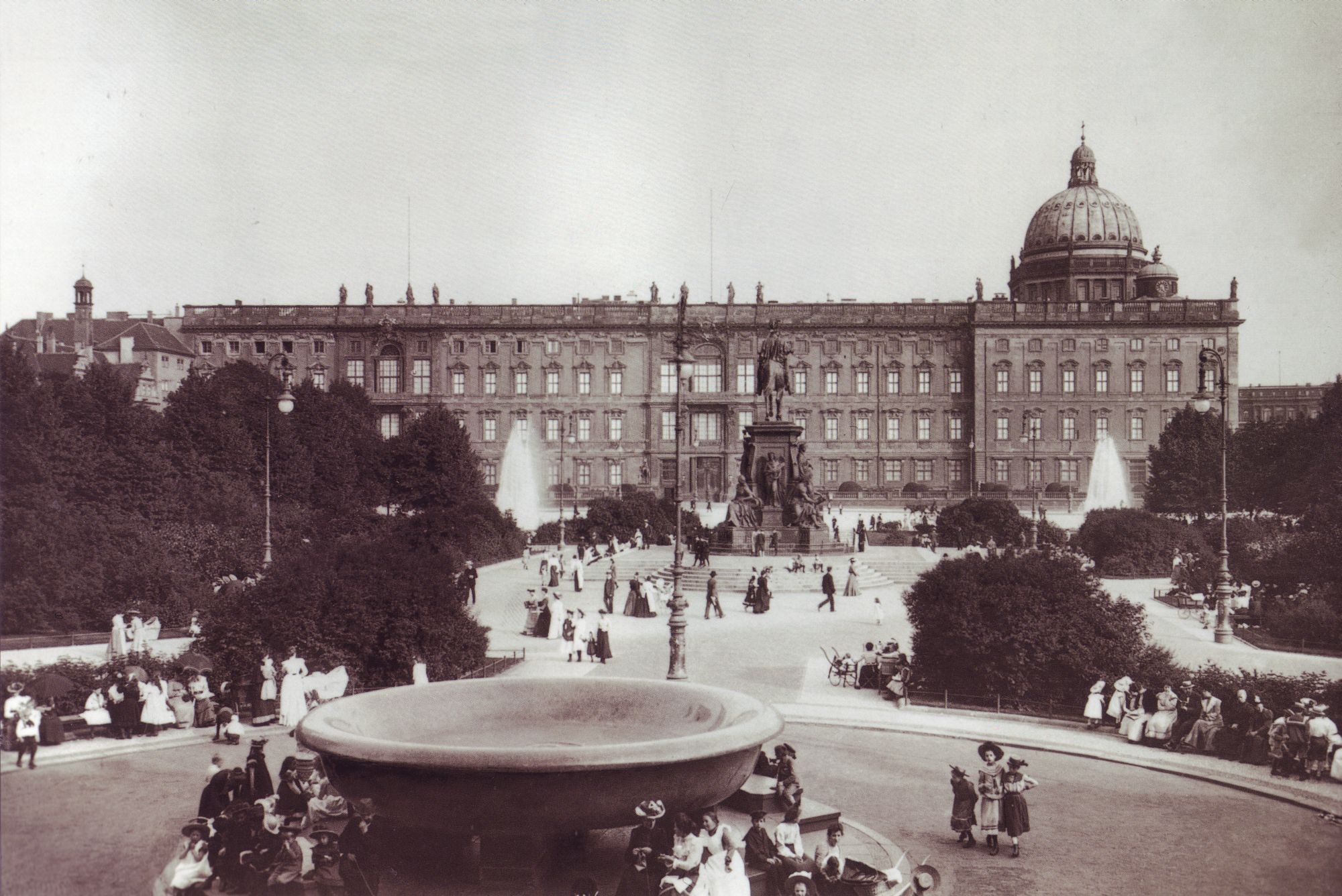
Vista dal Lustgarten
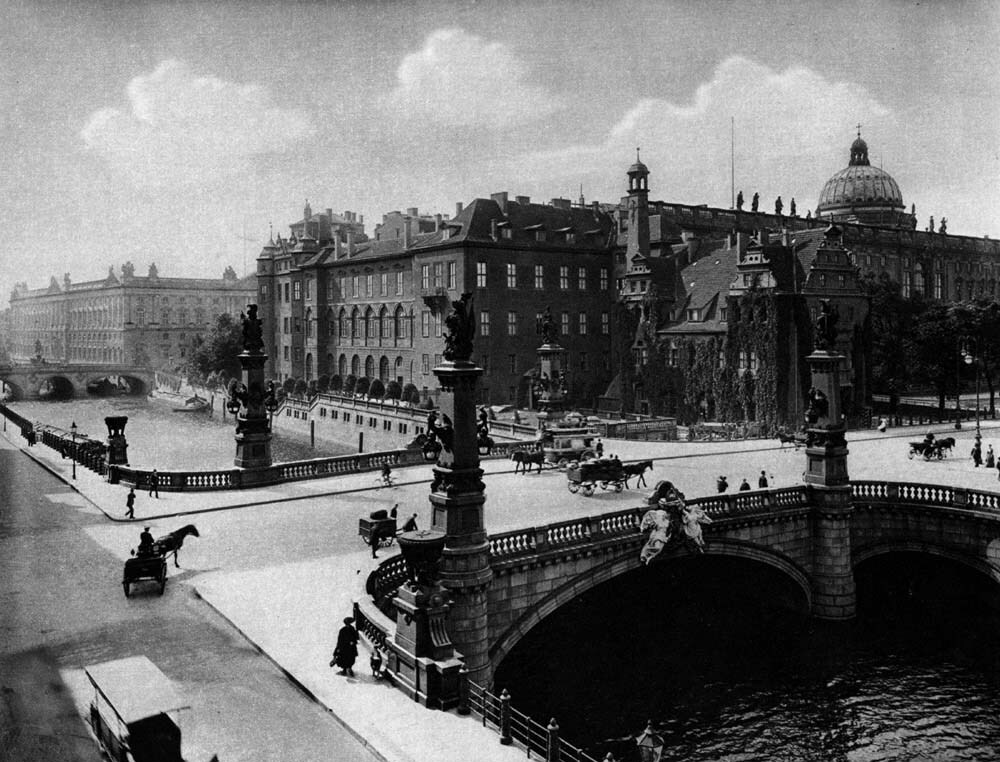
Vista dal Kaiser-Wilhelm-Brücke, oggi Liebknechtbrücke
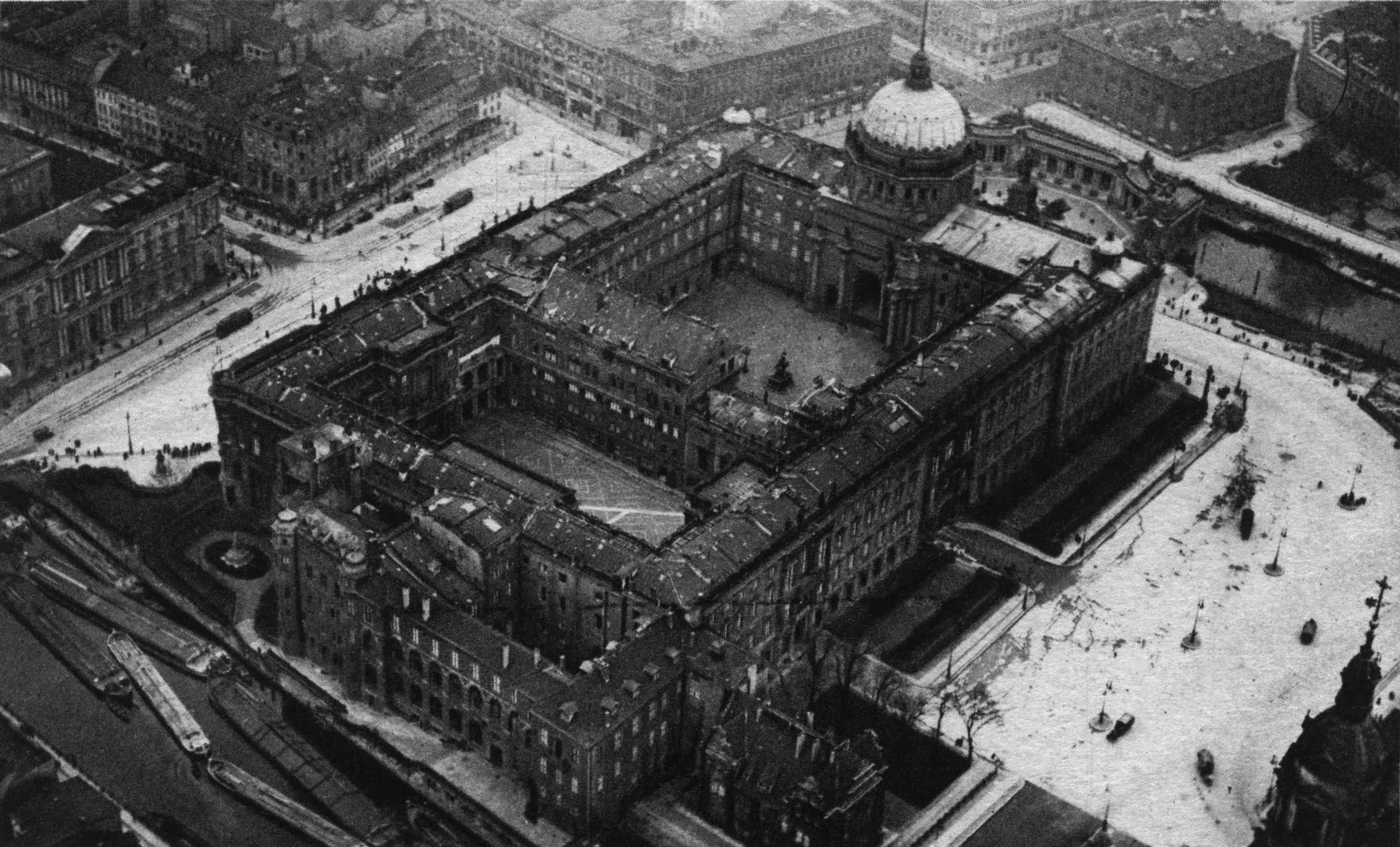
Vista aerea
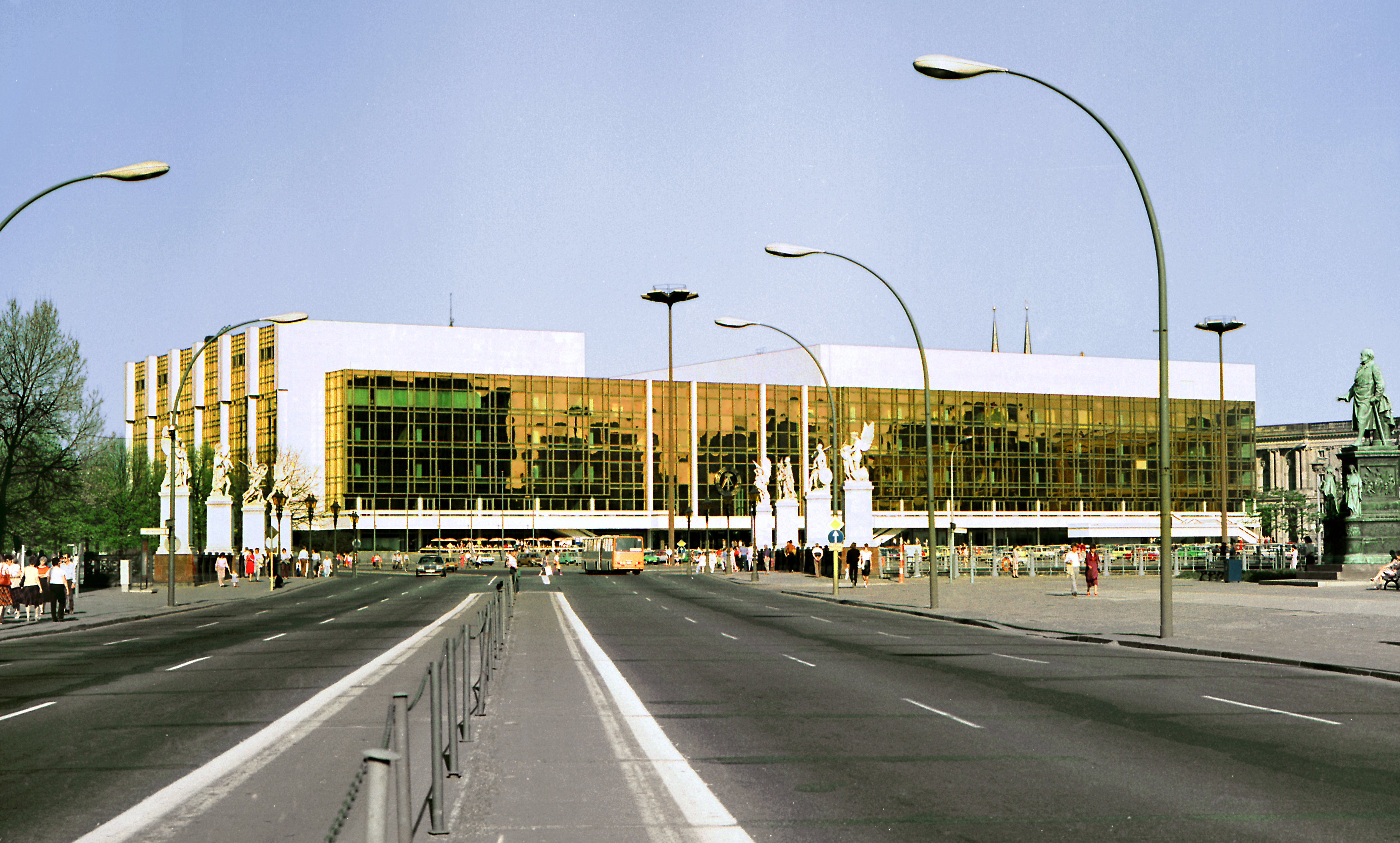
Palast der Republik
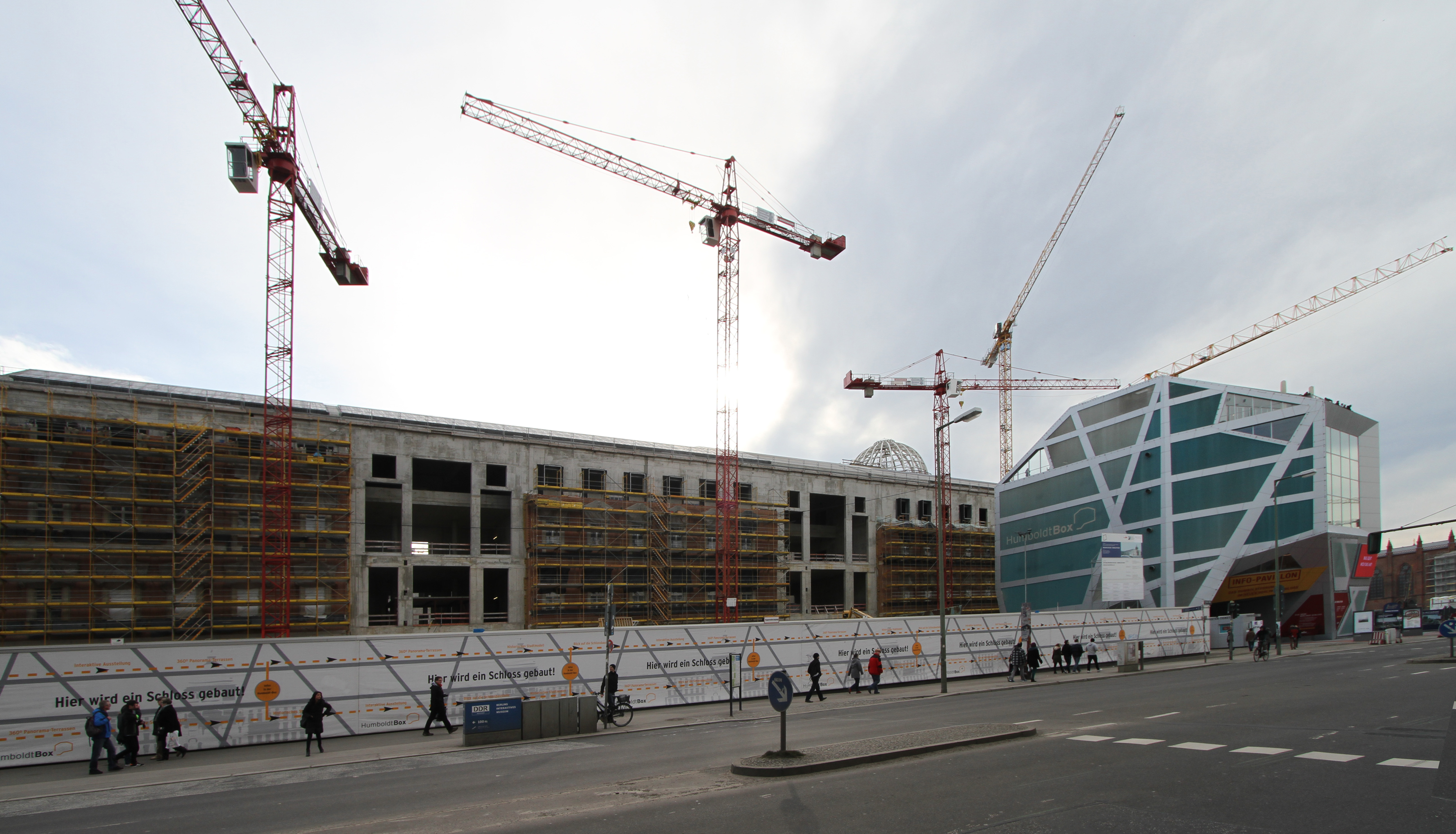
Ricostruzione del Castello, 2016
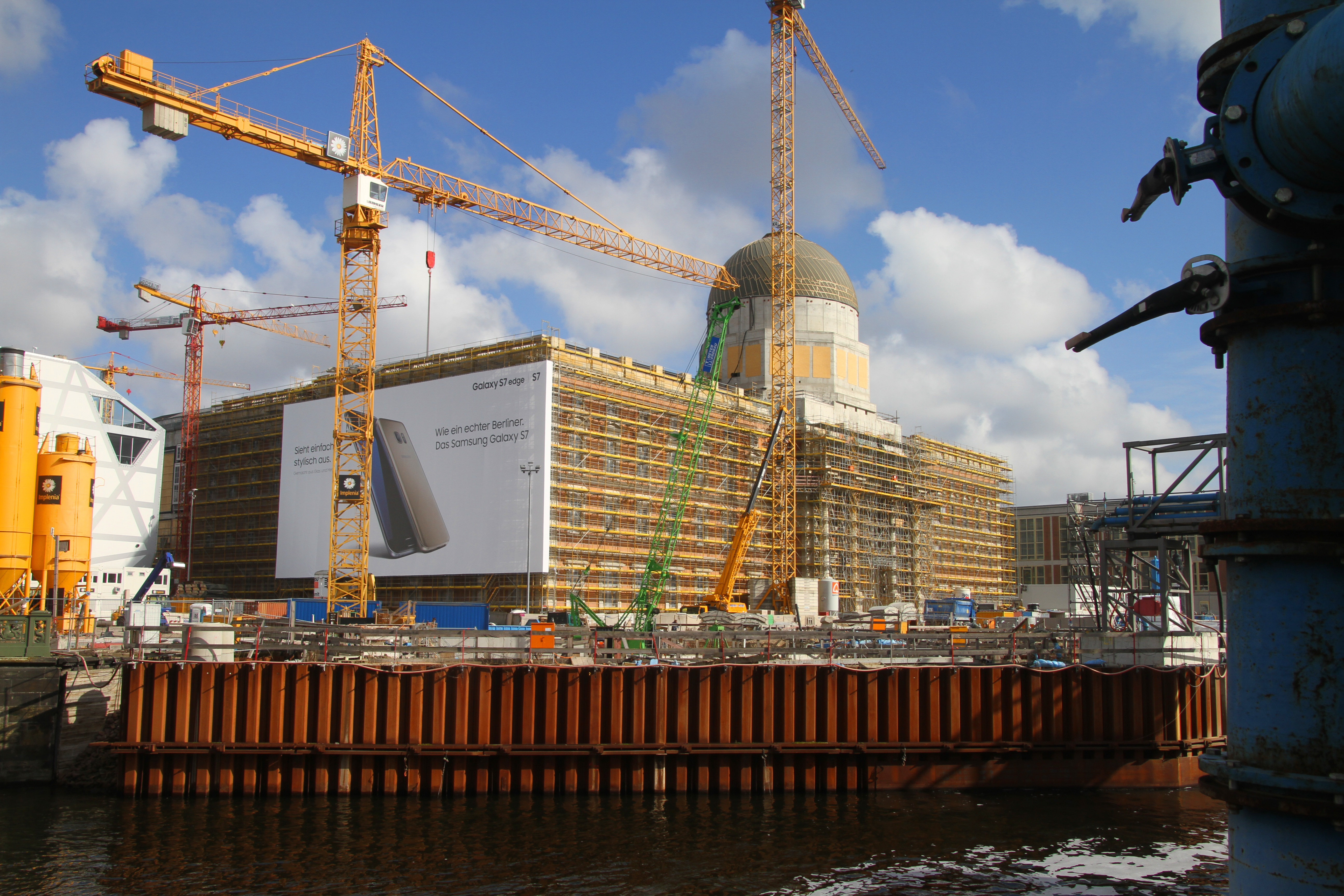
Ricostruzione del Castello, 2017
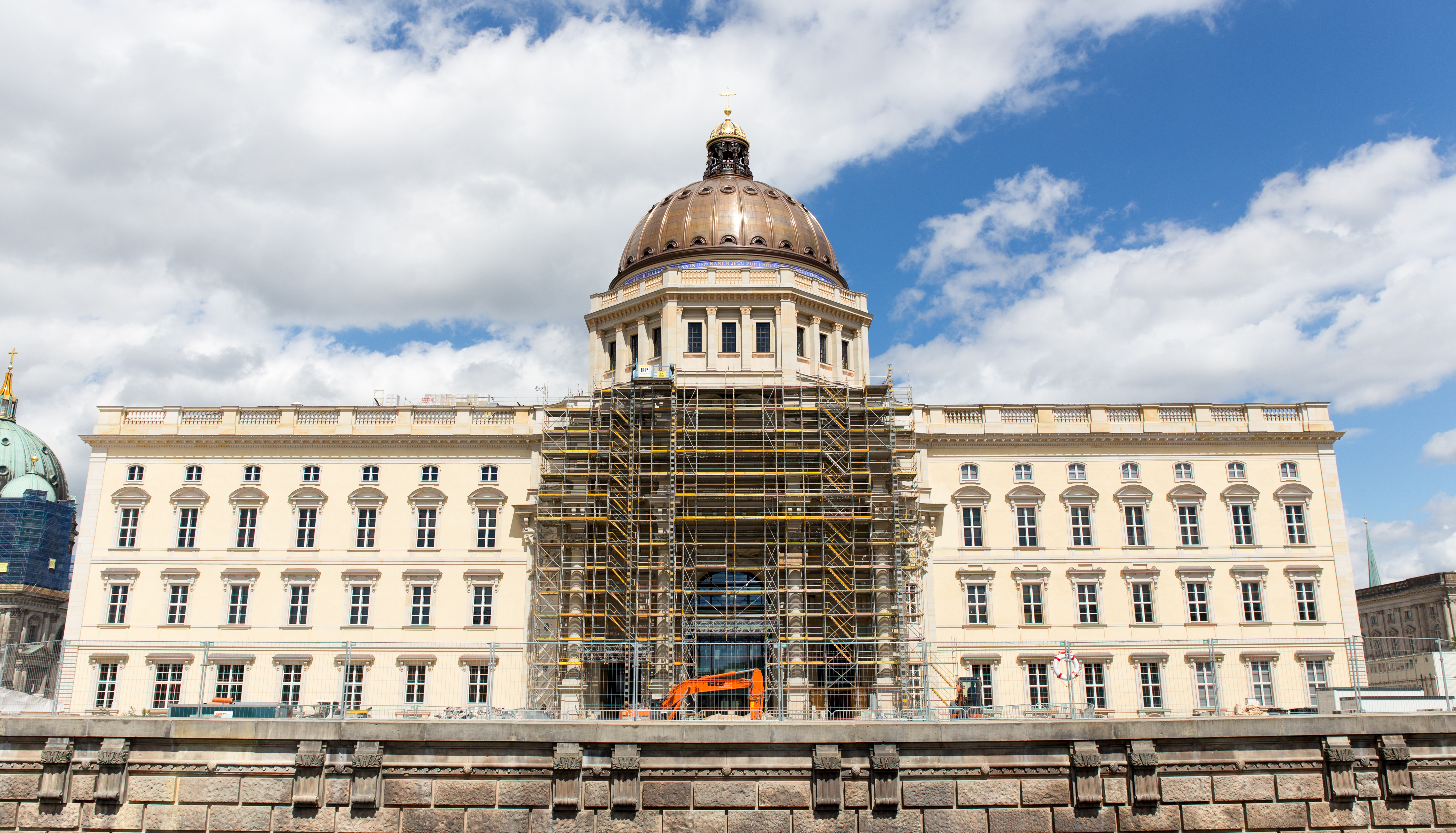
Stato dei lavori a luglio 2020 sulla facciata
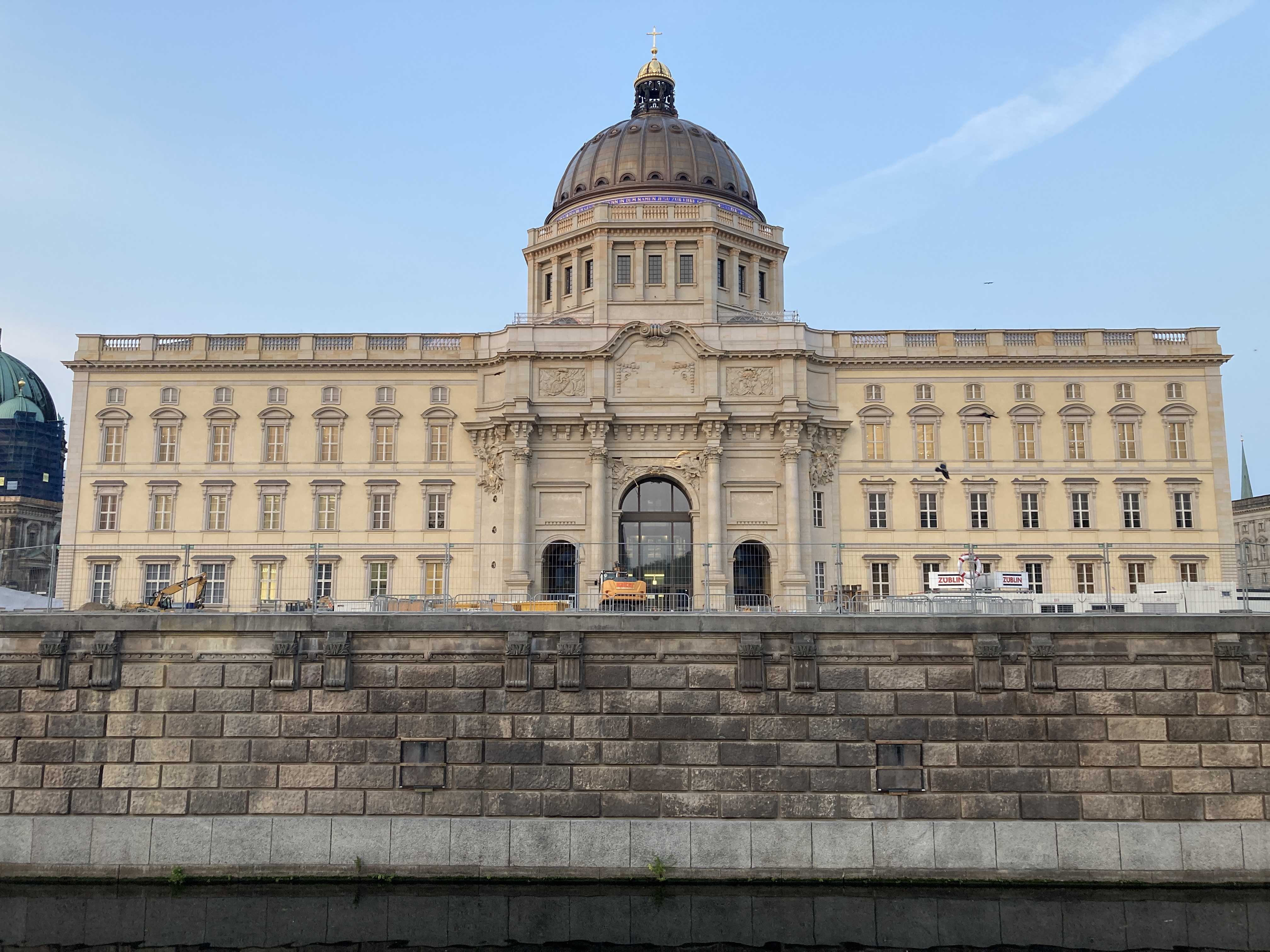
Stato dei lavori a settembre 2020 sulla facciata

### Fonti
- (DE) Albert Geyer, Geschichte des Schlosses zu Berlin (1443-1918), Berlin, Nicolai Verlag, 2011  [1936], ISBN 978-3894796280.
- Paolo Zermani (a cura di), Progetti italiani per il Castello di Berlino (brossura), 1ª ed., Reggio Emilia, Diabasis, novembre 2010,  p. 36, ISBN 978-88-8103-744-5.

### Testi di approfondimento
- (DE) Alexander Holland, Marc Schnurbus e K. Marie Walter, Das Berliner Schloss, Berlin, Gebr. Mann Verlag, 2004, ISBN 3-7861-2495-7.
- Ivan Brambilla, Ritorno al presente: la Germania e l'architettura scomparsa nell'epoca della sua riproducibilità tecnica, in Architettura e Tempo, ICAR65 Percorsi multidisciplinari di ricerca Vol. III, a cura di Antonio Lavarello e Davide Servente, Genova University Press, Genova 2020 (pp. 178-193), ISBN 978-88-3618-020-2